# Brian Dennehy
Brian Manion Dennehy (Bridgeport, 9 luglio 1938 – New Haven, 15 aprile 2020) è stato un attore e regista statunitense attivo al cinema, in teatro e in televisione.
Vincitore di un Golden Globe e due Tony Awards e candidato a sei Primetime Emmy Awards, giunse alla notorietà con il ruolo del cattivo sceriffo Will Teasle nel film Rambo (1982). Recitò in numerosi film tra cui Gorky Park (1983), Silverado (1985), Cocoon - L'energia dell'universo (1985), F/X - Effetto mortale (1986), Presunto innocente (1990), Tommy Boy (1995), Romeo + Giulietta di William Shakespeare (1996), Ratatouille (2007) e Knight of Cups (2015). Vinse il Golden Globe per il miglior attore in una mini-serie o film per la televisione per il ruolo di Willy Loman nel film televisivo Death of a Salesman (2000), tratto dal dramma Morte di un commesso viaggiatore.

## Biografia
Figlio di Edward Dennehy, un medico e di Hannah Minion, un' infermiera di origini irlandesi, trascorse la sua infanzia a Long Island e nel 1959 entrò nell'U.S. Marine Corps, dove rimase fino al 1963.  Nello stesso anno iniziò a frequentare la Columbia University, dove coltivò molte passioni, in particolare per il baseball. Ma il suo interesse per la recitazione lo portò a studiare arte drammatica a Yale, cominciando la sua carriera da attore in alcuni spettacoli di Broadway. Dennehy si arruolò nello United States Marine Corps e prestò servizio dal 1958 al 1963, incluso un breve periodo a Okinawa. In un'intervista del 1989 disse di essere stato ferito in combattimento e nel 1993 dichiarò a un intervistatore di aver prestato servizio in Vietnam. Nel 1999 si scusò per aver falsato la sua documentazione militare.
Dopo una lunga gavetta teatrale, approdò alla televisione, recitando nel 1977 in diversi telefilm come Art Carney, Serpico e Kojak. Nello stesso anno debuttò sul grande schermo nel film In cerca di Mr. Goodbar di Richard Brooks, ma è nel 1982 che raggiunse il grande successo interpretando il sadico e crudele sceriffo Will Teasle nel film Rambo. Grazie a questa interpretazione, Dennehy ottenne un cospicuo numero di ruoli da caratterista (recitò in oltre 100 film), interpretando quasi sempre personaggi di duro, un po' arcigno e di stazza. Nel 1987 ebbe occasione di interpretare un ruolo da protagonista nel film Il ventre dell'architetto di Peter Greenaway.
Nel 1999 si aggiudicò un Golden Globe e due Tony Award come miglior attore per lo spettacolo televisivo Morte di un commesso viaggiatore e Lungo viaggio verso la notte. Successivamente lavorò a diversi film come A prova di errore (2000), L'ultima estate - Ricordi di un'amicizia (2002), Lo scandalo Enron (2003), Catastrofe a catena (2004), e Lei mi odia (2004). Nel 2005 apparve in Assault on Precinct 13 (remake del film Distretto 13 - Le brigate della morte di John Carpenter), in cui interpretò ancora un ruolo di sergente un po' burbero, ma bonaccione, e nel film The Exonerated - Colpevole fino a prova contraria. L'anno dopo prese parte a 10th & Wolf e nel 2008 a Sfida senza regole con Al Pacino e Robert De Niro. Nel 2007 prestò la voce al topo Django, il padre di Remy, nel film animato in CGI della Pixar Ratatouille. Ricca anche la sua carriera televisiva negli Stati Uniti, che lo vide più volte candidato anche al Premio Emmy.
Dennehy è deceduto il 15 aprile 2020 a 81 anni, per arresto cardiaco a causa di sepsi, nella sua casa di New Haven.

## Vita privata
Brian Dennehy si sposò due volte ed ebbe cinque figli. Dalla prima moglie, sposata all'inizio degli anni sessanta mentre era ancora nei marine, ebbe tre figlie. Due di esse, tra cui Elizabeth Dennehy, divennero attrici. Dopo il divorzio nel 1987 dalla prima moglie, nel 1988 sposò l'australiana Jennifer Arnott, dalla quale ebbe due figli, un maschio e una femmina.

## Filmografia

Stefania Casini e Dennehy sul set de Il ventre dell'architetto (1987)

### Cinema
- In cerca di Mr. Goodbar (Looking for Mr. Goodbar), regia di Richard Brooks (1977)
- Un gioco da duri (Semi-Tough), regia di Michael Ritchie (1977)
- F.I.S.T., regia di Norman Jewison (1978)
- Gioco sleale (Foul Play), regia di Colin Higgins (1978)
- Il ritorno di Butch Cassidy & Kid (Butch and Sundance: The Early Days), regia di Richard Lester (1979)
- 10, regia di Blake Edwards (1979)
- E io mi gioco la bambina (Little Miss Marker), regia di Walter Bernstein (1980)
- Punto debole (Split Image), regia di Ted Kotcheff (1982)
- Rambo (First Blood), regia di Ted Kotcheff (1982)
- Mai gridare al lupo (Never Cry Wolf), regia di Carroll Ballard (1983)
- Gorky Park, regia di Michael Apted (1983)
- Il treno più pazzo del mondo (Finders Keepers), regia di Richard Lester (1984)
- Topo di fiume (The River Rat), regia di Tom Rickmann (1984)
- Cocoon - L'energia dell'universo (Cocoon), regia di Ron Howard (1985)
- Silverado, regia di Lawrence Kasdan (1985)
- Due volte nella vita (Twice in a Lifetime), regia di Bud Yorkin (1985)
- F/X - Effetto mortale (F/X), regia di Robert Mandel (1986)
- Tutta colpa delle poste! (The Check Is in the Mail...), regia di Joan Darling (1986)
- Pericolosamente insieme (Legal Eagles), regia di Ivan Reitman (1986)
- Il ventre dell'architetto (The Belly of an Architect), regia di Peter Greenaway (1987)
- Best Seller, regia di John Flynn (1987)
- Indomabile (The Man from Snowy River II), regia di Geoff Burrowes (1988)
- Gli irriducibili (Miles from Home), regia di Gary Sinise (1988)
- Cocoon - Il ritorno (Cocoon: The Return), regia di Daniel Petrie (1988) - cameo non accreditato
- Indio, regia di Antonio Margheriti (1989)
- L'orologiaio (Georg Elser - Einer aus Deutschland), regia di Klaus Maria Brandauer (1989)
- Punto d'impatto (The Last of the Finest), regia di John Mackenzie (1990)
- Presunto innocente (Presumed Innocent), regia di Alan J. Pakula (1990)
- F/X 2 - Replay di un omicidio (F/X 2), regia di Richard Franklin (1991)
- I gladiatori della strada (Gladiator), regia di Rowdy Herrington (1992)
- Tommy Boy, regia di Peter Segal (1994)
- Nel Texas cadevano le stelle (The Stars Fell on Henrietta), regia di James Keach (1995)
- Romeo + Giulietta di William Shakespeare (William Shakespear's Romeo + Juliet), regia di Baz Luhrmann (1996)
- Codice di sicurezza (Silicon Towers), regia di Serge Rodnunsky (1999)
- Out of the Cold, regia di Aleksandr Buravskiy (1999)
- Dish Dogs, regia di Robert Kubilos (2000)
- Il sogno di un'estate (Summer Catch), regia di Michael Tollin (2001)
- L'ultima estate - Ricordi di un'amicizia (Stolen Summer), regia di Pete Jones (2002)
- Lei mi odia (She Hate Me), regia di Spike Lee (2004)
- Assault on Precinct 13, regia di Jean-François Richet (2005)
- 10th & Wolf, regia di Robert Moresco (2006)
- L'ultimo regalo (The Ultimate Gift), regia di Michael O. Sajbel (2006)
- Welcome to Paradise, regia di Brent Huff (2007)
- War Eagle, Arkansas, regia di Robert Milazzo (2007)
- Cat City, regia di Brent Huff (2008)
- Sfida senza regole (Righteous Kill), regia di Jon Avnet (2008)
- Carrie Underwood: Temporary Home, regia di Deaton Flanigen – cortometraggio (2010)
- Every Day, regia di Richard Levine (2010)
- Monica Velour - Il grande sogno (Meet Monica Velour), regia di Keith Bearden (2010)
- The Next Three Days, regia di Paul Haggis (2010)
- Alleged, regia di Tom Hines (2010)
- Un anno da leoni (The Big Year), regia di David Frankel (2011)
- Twelfth Night, regia di Barry Avrich (2011)
- Knight of Cups, regia di Terrence Malick (2015)
- Il gabbiano (The Seagull), regia di Michael Mayer (2018)
- Prendimi! (Tag), regia di Jeff Tomsic (2018) – cameo non accreditato
- The Song of Sway Lake, regia di Ari Gold (2018)
- Driveways, regia di Andrew Ahn (2018)
- Master Maggie, regia di Matthew Bonifacio – cortometraggio (2019)
- 3 Days with Dad, regia di Larry Clarke (2019)
- Il colore della libertà (Son of the South), regia di Barry Alexander Brown (2020) - postumo

### Televisione
- Kojak – serie TV, episodio 4x15 (1977)
- Serpico – serie TV, episodio 1x12 (1977)
- Johnny, We Hardly Knew Ye, regia di Gilbert Cates – film TV (1977)
- Lanigan's Rabbi – serie TV, episodio 1x01 (1977)
- Pepper Anderson - Agente speciale (Police Woman) – serie TV, episodio 3x16 (1977)
- M*A*S*H – serie TV, episodio 5x22 (1977)
- Handle with Care, regia di Alan Rafkin – film TV (1977)
- Bumpers, regia di James Burrows – film TV (1977)
- Lucan – serie TV, episodio 1x01 (1977)
- I Fitzpatricks (The Fitzpatricks) – serie TV, episodio 1x04 (1977)
- Lou Grant – serie TV, episodio 1x05 (1977)
- Terrore a Lakewood (It Happened at Lakewood Manor), regia di Robert Scheerer – film TV (1977)
- L'impareggiabile giudice Franklin (The Tony Randall Show) – serie TV, episodio 2x14 (1978)
- Ruby and Oswald, regia di Mel Stuart – film TV (1978)
- La confessione di Peter Reilly (A Death in Canaan), regia di Tony Richardson – film TV (1978)
- Dallas – serie TV, episodio 1x04 (1978)
- Pearl, regia di Hy Averback e Alexander Singer – miniserie TV (1978)
- La legge non perdona (A Real American Hero), regia di Lou Antonio – film TV (1978)
- Silent Victory: The Kitty O'Neil Story, regia di Lou Antonio – film TV (1979)
- La corsa di Jericho (The Jericho Mile), regia di Michael Mann – film TV (1979)
- Il sordomuto (Dummy), regia di Frank Perry – film TV (1979)
- Padre e figlio, investigatori speciali (Big Shamus, Little Shamus) – serie TV, 10 episodi (1979-1981)
- L'amore di Miss Leona (The Seduction of Miss Leona), regia di Joseph Hardy – film TV (1980)
- Bagliori di guerra (A Rumor of War), regia di Richard T. Heffron – miniserie TV (1980)
- California – serie TV, episodio 2x04 (1980)
- Addio a Saigon (Fly Away Home), regia di Paul Krasny – film TV (1981)
- Diritto d'offesa (Skokie), regia di Herbert Wise – film TV (1981)
- Dynasty – serie TV, 5 episodi (1981)
- La camera oscura (Darkroom) – serie TV, episodio 1x08 (1981)
- Great Performances – programma TV, puntate 9x16-31x02 (1981, 2002)
- BBC2 Playhouse – serie TV, episodio 8x28 (1982)
- Star of the Family – serie TV, 10 episodi (1982)
- I Take These Men, regia di Larry Peerce – film TV (1983)
- All'ultimo sangue (Blood Feud), regia di Mike Newell – film TV (1983)
- New York New York (Cagney & Lacey) – serie TV, episodio 3x04 (1984)
- Pigs vs. Freaks, regia di Dick Lowry – film TV (1984)
- Hunter – serie TV, episodio 1x01 (1984)
- The Ferret, regia di Terry Marcel – film TV (1984)
- Tall Tales & Legends – serie TV, episodio 1x09 (1985)
- La corsa al Polo (The Last Place on Earth) – miniserie TV, 2 puntate (1985)
- Evergreen, regia di Fielder Cook – miniserie TV (1985)
- Zona pericolo (Acceptable Risks), regia di Rick Wallace – film TV (1986)
- Miami Vice – serie TV, episodio 4x02 (1987)
- Un padre, una vendetta (Das Rattennest), regia di John Herzfeld – film TV (1987)
- Un viaggio pericoloso (The Lion of Africa), regia di Kevin Connor – film TV (1988)
- I giorni dell'atomica (Day One), regia di Joseph Sargent – film TV (1989)
- Testimone d'accusa (Perfect Witness), regia di Robert Mandel – film TV (1989)
- Pride and Extreme Prejudice, regia di Ian Sharp – film TV (1989)
- A Killing in a Small Town, regia di Stephen Gyllenhaal – film TV (1990)
- Io e Charlie (Rising Son), regia di John David Coles – film TV (1990)
- Vendetta alla luce del giorno (In Broad Daylight), regia di James Steven Sadwith – film TV (1991)
- Caccia all'assassino (To Catch a Killer), regia di Eric Till – miniserie TV (1992)
- L'onere della prova (The Burden of Proof), regia di Mike Robe – miniserie TV (1992)
- The Diamond Fleece, regia di Al Waxman – film TV (1992)
- Teamster Boss: The Jackie Presser Story, regia di Alastair Reid – film TV (1992)
- Senza tregua (Deadly Matrimony), regia di John Korty – film TV (1992)
- Affari di cuore (Foreign Affairs), regia di Jim O'Brien – film TV (1993)
- Profeta del male (Prophet of Evil: The Ervil LeBaron Story), regia di Jud Taylor – film TV (1992)
- Appello finale (Final Appeal), regia di Eric Till – film TV (1993)
- Jack Reed - Una questione d'onore (Jack Reed: Badge of Honor) – film TV (1993)
- Senza movente (Murder in the Heartland), regia di Robert Markowitz – miniserie TV (1993)
- Birdland – serie TV, 7 episodi (1994)
- Tu sei la mia famiglia (Leave of Absence), regia di Tom McLoughlin – film TV (1993)
- Jack Reed - In cerca di giustizia (Jack Reed: A Search for Justice), regia di Brian Dennehy – film TV (1994)
- Screen Two – serie TV, episodio 10x17 (1994)
- Jack Reed 4 - Paure incrociate (Jack Reed: One of Our Own), regia di Brian Dennehy – film TV (1995)
- Shadow of a Doubt, regia di Brian Dennehy – film TV (1995)
- Le stagioni dell'odio (A Season in Purgatory), regia di David Greene – film TV (1996)
- Nostromo (Joseph Conrad's Nostromo), regia di Alastair Red – miniserie TV (1996)
- Dead Man's Walk – miniserie TV, puntata 01 (1996)
- Undue Influence, regia di Bruce Pittman – film TV (1996)
- Jack Reed e i piccoli lupi (Jack Reed: Death and Vengeance), regia di Brian Dennehy – film TV (1996)
- Il seme della colpa (Indefensible: The Truth About Edward Brannigan), regia di Brian Dennehy – film TV (1997)
- La guerra del Golfo (Thanks of a Grateful Nation), regia di Rod Holcomb – film TV (1998)
- La crociera della paura (Voyage of Terror), regia di Brian Trenchard-Smith – film TV (1998)
- NetForce - Squadra speciale on line (NetForce), regia di Robert Lieberman – film TV (1998)
- Just Shoot Me! – serie TV, 4 episodi (1998-1999, 2003)
- Troppo ricca: la vita segreta di Doris Duke (Too Rich: The Secret Life of Doris Duke), regia di John Erman – miniserie TV (1999)
- US Cop: uno sporco affare (Sirens), regia di John Sacret Young – film TV (1999)
- Death of a Salesman, regia di Kirk Browning – film TV (2000)
- A prova di errore (Fail Safe), regia di Stephen Frears e Martin Pasetta – film TV (2000)
- The Fighting Fitzgeralds – serie TV, 10 episodi (2001)
- Il guardiano di Red Rock (Warden of Red Rock), regia di Stephen Gyllenhaal – film TV (2001)
- Night Visions – serie TV, episodio 1x03 (2001)
- Tre topolini ciechi (Three Blind Mice), regia di Christopher Leitch – film TV (2001)
- A Season on the Brink, regia di Robert Mandel – film TV (2002)
- Lo scandalo Enron (The Crooked E: The Unshredded Truth About Enron), regia di Penelope Spheeris – film TV (2003)
- The Agency – serie TV, episodio 2x13 (2003)
- La primavera romana della signora Stone (The Roman Spring of Mrs. Stone), regia di Robert Allan Ackerman – film TV (2003)
- Behind the Camera: The Unauthorized Story of 'Three's Company', regia di Jason Ensler – film TV (2003)
- Catastrofe a catena (Category 6: Day of Destruction), regia di Dick Lowry – miniserie TV (2004)
- The Exonerated - Colpevole fino a prova contraria (The Exonerated), regia di Bob Balaban – film TV (2005)
- West Wing - Tutti gli uomini del Presidente (The West Wing) – serie TV, episodio 6x19 (2005)
- Our Fathers, regia di Dan Curtis – film TV (2005)
- 4400 (The 4400) – serie TV, episodio 3x07 (2006)
- Law & Order - Unità vittime speciali (Law & Order: Special Victims Unit) – serie TV, episodio 8x10 (2007)
- Marco Polo, regia di Kevin Connor – film TV (2007)
- Masters of Science Fiction – serie TV, episodio 1x04 (2007)
- 30 Rock – serie TV, episodio 2x14 (2008)
- Le regole dell'amore (Rules of Engagement) – serie TV, episodio 3x04 (2009)
- Bunker Hill, regia di Jon Avnet – film TV (2009)
- Nolan Knows Best, regia di Craig Zisk – film TV (2010)
- Rizzoli & Isles – serie TV, episodio 1x02 (2010)
- The Good Wife – serie TV, episodi 4x06-4x09 (2012)
- The Challenger, regia di James Hawes – film TV (2013)
- The Big C – serie TV, episodio 4x04 (2013)
- Cocked, regia di Jordan Vogt-Roberts – film TV (2015)
- Public Morals – serie TV, 8 episodi (2015)
- The Blacklist – serie TV, 9 episodi (2016-2020)
- L'ultima eredità (The Ultimate Legacy), regia di Joanne Hock – film TV (2016)
- Hap and Leonard – serie TV, 6 episodi (2017)
- A Very Merry Toy Store, regia di Paula Hart – film TV (2017)
- Penny Dreadful: City of Angels – serie TV, episodio 1x09 (2020)

### Doppiatore
- Nel regno delle fiabe (Faerie Tale Theatre) – serie TV, episodio 6x02 (1986)
- American Experience – programma TV, puntata 12x09 (2000)
- Piccolo grande eroe (Everyone's Hero), regia di Colin Brady, Christopher Reeve e Daniel St. Pierre (2006)
- Ratatouille, regia di Brad Bird e Jan Pinkava (2007)
- Ratatouille – videogioco (2007)
- Mystery Files – serie TV, episodio 2x02 (2011)
- Kinect Rush: A Disney Pixar Adventure - Snapshot – videogioco (2012)

### Regista
- Jack Reed - In cerca di giustizia (Jack Reed: A Search for Justice) – film TV (1994)
- Jack Reed 3 - Paure incrociate (Jack Reed: A Killer Among Us) – film TV (1995)
- Shadow of a Doubt – film TV (1995)
- Jack Reed 4 (Jack Reed: A Killer Among Us) – film TV (1996)
- Jack Reed e i piccoli lupi (Jack Reed: Death and Vengeance) – film TV (1996)
- Il seme della colpa (Indefensible: The Truth About Edward Brannigan) – film TV (1997)
- Night Visions – serie TV, episodio 1x02 (2001)

### Sceneggiatore
- Jack Reed - In cerca di giustizia (Jack Reed: A Search for Justice), regia di Brian Dennehy – film TV (1994)
- Jack Reed 3 - Paure incrociate (Jack Reed: One of Our Own), regia di Brian Dennehy – film TV (1995)
- Shadow of a Doubt, regia di Brian Dennehy – film TV (1995)
- Jack Reed 4 (Jack Reed: A Killer Among Us), regia di Brian Dennehy – film TV (1996)
- Jack Reed e i piccoli lupi (Jack Reed: Death and Vengeance), regia di Brian Dennehy – film TV (1996)

## Teatro (parziale)
- Vita di Galileo, di Bertolt Brecht. Goodman Theatre di Chicago (1986)
- Arriva l'uomo del ghiaccio, di Eugene O'Neill. Goodman Theatre di Chicago (1990)
- Translations, di Brian Friel. Plymouth Theatre di Broadway (1995)
- Morte di un commesso viaggiatore, di Arthur Miller. Eugene O'Neill Theatre di Broadway (1999), Lyric Theatre di Londra (2005)
- Lungo viaggio verso la notte, di Eugene O'Neill. Plymouth Theatre di Broadway (2003)
- My Fair Lady, libretto di Alan Jay Lerner, colonna sonora di Frederick Loewe, regia di James Brennan. Avery Fisher Hall di New York (2007)
- L'ultimo nastro di Krapp, di Samuel Beckett. Studio Theatre di Stratford (2008)
- Tutto è bene quel che finisce bene, di William Shakespeare. Festival Theatre di Stratford (2008)
- Desiderio sotto gli olmi, di Eugene O'Neill. Saint James Theatre di Broadway (2009)
- La dodicesima notte, di William Shakespeare. Festival Theatre di Stratford (2011)
- Il ritorno a casa, di Harold Pinter. Avon Theatre di Stratford (2011)
- Arriva l'uomo del ghiaccio, di Eugene O'Neill. Goodman Theatre di Chicago (2012), Brooklyn Academy of Music di New York (2015)
- Maria Stuart, di Friedrich Schiller. Tom Patterson Theatre di Stratford (2013)
- Aspettando Godot, di Samuel Beckett. Tom Patterson Theatre di Stratford (2014)
- Lettere d'amore, di A. R. Gurney. Brooks Atkinson Theatre di Broadway (2014)
- Finale di partita, di Samuel Beckett. Long Wharf Theatre di New Haven (2017)

## Doppiatori italiani
Nelle versioni in italiano dei suoi film, Brian Dennehy è stato doppiato da:
- Renato Mori in Rambo, Presunto innocente, Best Seller, NetForce - Squadra speciale on-line, L'orologiaio, L'ultima estate - Ricordi di un'amicizia, Assault on Precinct 13, 10th & Wolf
- Michele Kalamera in F/X 2 - Replay di un omicidio, Catastrofe a catena, West Wing - Tutti gli uomini del Presidente, 4400, Le regole dell'amore, The Good Wife, Knight of Cups
- Glauco Onorato ne Il ritorno di Butch Cassidy & Kid, Il treno più pazzo del mondo, Cocoon - L'energia dell'universo, Lo scandalo Enron, L'ultimo regalo, Law & Order - Unità vittime speciali
- Luciano De Ambrosis in The Exonerated - Colpevole fino a prova contraria, Monica Velour - Il grande sogno, The Blacklist
- Carlo Marini in Under Influence, U.S. Cop - Uno sporco affare
- Sergio Rossi ne Il ventre dell'architetto, Dead Man's Walk
- Gabriele Carrara in F/X - Effetto mortale, Gorky Park
- Gianni Marzocchi in Pericolosamente insieme, Silverado
- Sergio Fiorentini in La crociera della paura, Nel Texas cadevano le stelle
- Bruno Alessandro in Codice di sicurezza, Lei mi odia
- Pietro Biondi in Night Visions, L'ultima eredità
- Paolo Buglioni in Punto d'impatto, Il colore della libertà
- Pietro Ubaldi in Tre topolini ciechi, Il guardiano di Red Rock
- Oreste Rizzini in Gioco sleale
- Elio Zamuto ne I maestri della fantascienza
- Ugo Maria Morosi in F.I.S.T.
- Giorgio Favretto in Kojak
- Vittorio Congia in 10
- Antonio Guidi in A prova di errore
- Paolo Poiret in Cocoon - Il ritorno
- Maurizio Scattorin in Senza movente
- Renato Cortesi in Tu sei la mia famiglia
- Marcello Tusco in Miami Vice
- Sandro Iovino in Zona pericolo
- Giancarlo Maestri in Indio
- Rodolfo Bianchi ne I gladiatori della strada
- Dario De Grassi in Jack Reed 3 - Paure incrociate
- Giovanni Petrucci in L'amore di Miss Leona
- Renzo Stacchi in Padre e figlio investigatori
- Gil Baroni in Romeo + Giulietta di William Shakespeare
- Dario Penne in Sfida senza regole
- Elia Iezzi in Mai gridare al lupo
- Carlo Sabatini in 30 Rock
- Gianni Musy in The Next Three Days
- Saverio Indrio in Rizzoli & Isles
- Stefano De Sando in Un anno da leoni
- Michele Gammino in Every Day
- Emilio Cappuccio in The Big C
- Franco Zucca in Hap and Leonard
- Roberto Fidecaro in Prendimi!
- Pierluigi Astore ne Il gabbiano
- Roberto Draghetti in Dallas
- Claudio Moneta in Under Influence (ridoppiaggio)

Da doppiatore è sostituito da:
- Dario Penne in Ratatouille
- Leslie La Penna in Piccolo grande eroe